# Anne-Louis Girodet de Roussy-Trioson
Anne-Louis Girodet de Roussy-Trioson (francosko: [an lwi ʒiʁɔdɛ də ʁusi tʁijozɔ̃]; ali de Roucy), znan tudi kot Anne-Louis Girodet-Trioson ali preprosto Girodet francoski slikar, * 29. januar 1767, Montargis, Francija, † 9. december 1824, Pariz.
Bil je francoski slikar in učenec Jacquesa-Louisa Davida, ki je sodeloval pri zgodnji romantiki z vključevanjem elementov erotike v svoje slike. Girodeta se spominjamo po natančnem in jasnem slogu ter po slikah članov Napoleonove družine.

## Zgodnja kariera
Girodet se je rodil v Montargisu. Oba starša sta mu umrla, ko je bil mlad odrasel. Skrb za njegovo dediščino in izobraževanje je pripadla njegovemu skrbniku, uglednemu zdravniku Benoît-Françoisu Triosonu, médecin-de-mesdames, ki ga je pozneje posvojil. Moža sta ostala blizu vse življenje in Girodet je leta 1812 prevzel priimek Trioson. V šoli je najprej študiral arhitekturo in nadaljeval vojaško kariero. Prešel je na študij slikarstva pri učitelju po imenu Luquin in nato vstopil v šolo Jacquesa-Louisa Davida. Pri 22 letih se je uspešno potegoval za Prix de Rome s sliko Zgodbe o Jožefu in njegovih bratih. Od leta 1789 do 1793 je živel v Italiji in medtem ko je bil v Rimu, je naslikal svoj Hipokrat zavrača les presents d'Artaxerxes in Endymion-dormant (zdaj v Louvru), delo, ki mu je prineslo veliko priznanje na Salonu leta 1793 in mu zagotovilo sloves vodilnega slikarja v francoski šoli.
Ko se je vrnil v Francijo, je Girodet naslikal številne portrete, vključno z nekaterimi člani družine Bonaparte. Leta 1806 je v konkurenci z Davidovimi Sabinkami razstavil svojo cène du déluge (Louvre), ki je prejela nagrado desetletnice. Leta 1808 je produciral Reddition de Vienne in Atala au tombeau, delo, ki je pridobilo izjemno popularnost s svojo posrečeno izbiro teme – roman Atala Françoisa-Renéja de Chateaubrianda, ki je bil prvič objavljen leta 1801 – in izjemnim odmikom od teatralnosti Girodetove običajne manire. K svojemu gledališkemu slogu se je vrnil v La Révolte du Caire (1810).

## Kasnejše življenje
Girodet je bil član Akademije za slikarstvo in Institut de France, vitez reda svetega Mihaela in častnik Legije časti. Med njegovimi učenci so bili Hyacinthe Aubry-Lecomte, Augustin Van den Berghe mlajši, François Edouard Bertin, Angélique Bouillet, Alexandre-Marie Colin, Marie Philippe Coupin de la Couperie, Henri Decaisne, Paul-Emile Destouches, Achille Devéria, Eugène Devéria, Savinien Edme Dubourjal, Joseph Ferdinand Lancrenon, Antonin Marie Moine, Jean Jacques François Monanteuil, Henry Bonaventure Monnier, Rosalie Renaudin, Johann Heinrich Richter, François Edme Ricois, Joseph Nicolas Robert-Fleury in Philippe Jacques Van Brée.
Pri štiridesetih so njegove moči začele pešati, njegova navada nočnega dela in drugi ekscesi pa so oslabili njegovo konstitucijo. Na Salonu leta 1812 je razstavil le Tête de Vierge; leta 1819 je Pygmalion et Galatée pokazal nadaljnji upad moči. Leta 1824, v letu, ko je izdelal svoja portreta Cathelineauja in Bonchampsa, je Girodet umrl 9. decembra v Parizu. Na razprodaji njegovih stvari po njegovi smrti so nekatere njegove risbe dosegle enormne cene.

## Posthumno objavljeno delo
Girodet je izdelal ogromno ilustracij, med katerimi lahko navedemo tiste za Didotove izdaje del Vergila (1798) in Racina (1801–1805). Štiriinpetdeset njegovih načrtov za dela starogrškega pesnika Anakreonta je tiskal M. Châtillon. Girodet je večino svojega časa porabil za literarne skladbe. Njegova pesem Le Peintre (precej niz običajnih mest), skupaj s slabimi imitacijami klasičnih pesnikov in eseji o Le Génie in La Grâce, je bila posthumno objavljena leta 1829 z biografsko opombo njegovega prijatelja Coupina de la Couperieja. Delecluze ima v svojem Louis David et son temps tudi kratko življenje Girodeta.
Girodet: Romantic Rebel na Art Institute of Chicago (2006) je bila prva retrospektiva v Združenih državah Amerike, posvečena delom Anne-Louis Girodeta de Roussy-Triosona. Razstava je zbrala več kot 100 temeljnih del (približno 60 slik in 40 risb), ki so razkazovala umetnikov razpon tako slikarskega kot risarskega.

## Analiza del
Girodet je bil izurjen v neoklasicističnem slogu svojega učitelja Jacquesa-Louisa Davida, kar je razvidno iz njegove obravnave moškega golega telesa in njegovega sklicevanja na modele iz renesanse in klasične antike. Vendar je tudi od tega sloga v več pogledih odstopal. Posebnosti, ki označujejo Girodetov položaj kot glasnika romantičnega gibanja, so očitne že v njegovi sliki Endimionov sen (1791, imenovanem tudi Effet de lune ali učinek lune). Čeprav se motiv in poza zgledujejo po klasičnih precedensih, je Girodetova razpršena svetloba bolj teatralna in atmosferična. Omembe vredna je tudi androgina upodobitev spečega pastirja Endimiona. Ti zgodnji romantični učinki so bili še bolj opazni v njegovem Ossianu, razstavljenem leta 1802. Girodet je upodobil nedavno ubite Napoleonove vojake, ki jih je v Valhallo sprejel izmišljeni bard Ossian. Slika je osupljiva zaradi vključevanja fosforescentnih meteorjev, hlapnega sijaja in spektralnih protagonistov.
Ista povezava klasičnih in romantičnih elementov zaznamuje Girodetovo Danae (1799) in njegove Quatre Saisons, izvedene za španskega kralja (ponovljene za Compiègne), in se do nesmiselne mere pokaže v njegovem Fingalu (zbirka Leuchtenberg, Sankt Peterburg), izvedenem za Napoleona leta 1802. Tukaj lahko vidimo Girodeta, ki združuje vidike svoje klasične usposabljanje in tradicionalno izobraževanje z novimi literarnimi trendi, poljudnoznanstvenimi spektakli in dovršenim zanimanjem za nenavadno in nenavadno. Na ta način njegovo delo napoveduje vzpon romantične estetike, ki daje prednost individualnosti, izražanju in domišljiji namesto spoštovanja klasičnih akademskih precedensov.

## Gallery
- Brut obsodi svoje sinove na smrt (Brutus condamne ses fils à mort), 1785
- Prisega Horatijevih (Le Serment des Horaces, kopija po Davidovem izvirniku), 1786, Muzej umetnosti Toledo, Ohio
- Koriolan se poslavlja od družine, 1786
- Tacijeva smrt (La mort de Tatius), 1788, Musée des Beaux-Arts d'Angers
- Jožefa so prepoznali njegovi bratje, 1789, École nationale supérieure des Beaux-Arts, Pariz
- Portret mladosti' (Portrait d'une jeunesse), ok. 1795, Smith College Museum of Art, Northampton, Massachusetts
- Portret Giuseppeja Fravege (ministre Ligurske republike v Parizu), 1796, Musée des beaux-arts de Marseille
- Benoît-Agnès Trioson regardant des figures dans un livre, 1797, Musée Girodet, Montargis
- Portret Jean-Baptista Belleya, 1797, Versajska palača
- Mademoiselle Lange kot Venera, 1798, Museum der bildenden Künste, Leipzig
- Mademoiselle Lange kot Danaa, 1799, Minneapolis Institute of Arts, Minnesota
- Srečanje Oresta in Hermione, ok. 1800
- Benoît-Agnes Trioson, 1800, Louvre, Pariz
- Ossian sprejema duhove francoskih junakov, ok. 1801, Château de Malmaison
- Napoleon Bonaparte, prvi konzul', Palais de l'Elysée
- Portret Dominique-Jean Larrey (vojaškega kirurga v Napoleonovi vojski), 1804, Louvre
- Portret Katchefa Dahoutha, Christian Mameluke, 1804, Art Institute of Chicago
- Charles Marie Bonaparte
(Napoleonovega očeta), 1806
- Študija za Portret Indijanca, ok. 1807, Metropolitanski muzej umetnosti, New York
- Madame Erneste Bioche de Misery, 1807, National Gallery of Canada, Ottawa
- Napoleon prejme ključe Dunaja, 1808
- Portret Chateaubrianda, 1809, Musée d'Histoire de la Ville et du Pays Malouin, Saint-Malo
- Portret Hortense de Beauharnais, kraljice Nizozemske, žene kralja Ludvika Napoleona, ok. 1809, Rijksmuseum, Amsterdam
- Upor v Kairu, olje in tuš na papirju, ok. 1810, Art Institute of Chicago
- Upor v Kairu, 1810
- Portret Charles-Louis Balzac, 1811, Dallas Museum of Art
- Napoleon I. ob kronanju (Napoléon en costume impérial), ok. 1812, Bowes Museum, Anglija
- Portret Prosperja de Baranteja, 1814, Musée d'art Roger-Quilliot, Clermont-Ferrand
- Alegorija zmage, ok. 1815, Château de Compiègne
- Aurora, ok. 1815, Château de Compiègne
- Minerva med Apolonom in Merkurjem, ok. 1815, Château de Compiègne
- Jacques Cathelineau, généralissime vendéen, 1816, Musée d'art et d'histoire de Cholet
- Charles-Melchior Arthus, markiz de Bonchamps, 1816, Musée d'art et d'histoire de Cholet
- Pigmalion in Galateja, 1819, Château de Dampierre
- Glava ženske s turbanom, ok. 1820, Ermitaž, Sankt Peterburg
- Portret Madame Reizet assise, 1820
- Portret gospe Reiset, 1823, Metropolitan Museum of Art
- Portret Jacques-Josepha de Cathelineaua (1787–1832), sina généralissime
- ''Capaneus, vodja sedmerice proti Tebam (Tête du Blasphémateur), študija za Les sept chefs devant Thèbes, Nationalmuseum, Stockholm
- Portrait du Docteur Trioson donnant une leçon de géographie à son fils, nedatiran, Musée Girodet, Montargis
- Portret Joachima Murata (?), Ermitaž